# 亞洲健康識能學會
亞洲健康識能學會（英語：Asian Health Literacy Association）積極推動並建立亞洲各國衛生識能合作研究、亞洲衛生識能資料庫，分析各國社會、人文與經濟及醫療資源對健康識能的影響，分析比較其差異，藉由健康識能的提昇來改善醫療衛生發展。藉由健康識能的研究與推廣, 將能提昇整體亞洲的醫療衛生與社會發展。亞洲健康識能國際研究健康識能為「對基本健康資訊及醫療服務的取得、理解、應用的能力」。健康識能的研究已成為公共衛生、教育文化、社會發展以及提升整體醫療保健成效的關鍵。

## 目的
健康識能的研究已成為公共衛生、教育文化、社會發展以及提升整體醫療保健成效的關鍵。亞洲健康識能學會之目的為推動並建立亞洲各國衛生識能合作研究，建立亞洲衛生識能資料庫，納入各國社會、人文與經濟及醫療資源的基本資料檔, 並分析比較其差異，藉由健康識能的提昇以改善醫療衛生並重視健康識能的重要性。

## 亞洲健康識能國際合作計劃
亞洲健康識能國際合作計劃為延續由歐盟支持的八個歐洲國家跨國健康識能研究，由歐盟團隊與臺灣學者邀請台灣、日本、巴基斯坦、印尼、印度、吉爾吉斯、哈薩克、南韓、柬埔賽、紐西蘭、馬來西亞、菲律賓、越南、斯里蘭卡、緬甸、蒙古、寮國、澳洲等亞洲十餘個國家，共同推動亞洲國家間社會文化與衛生的密切合作，以期區域的長期穩定共榮與發展。

## 亞洲健康識能國際研討會

### 緣由
亞洲健康識能國際合作研究緣自荷蘭馬斯垂克大學主導歐盟第七期科研計畫(FP7)由八個歐洲國家進行跨國的歐洲健康識能研究（英語：FP 7, EU-Health Literacy Survey; HLS-EU; 2009-2012）該計畫團隊與國內健康促進專家學者自2012年10月起開始推動亞洲健康識能國際合作比較研究（英語：Health Literacy Study Asia- HLSA）

### 參與國家
參與國家中包含台灣、日本、巴基斯坦、印尼、吉爾吉斯、哈薩克、南韓、菲律賓、柬埔賽、馬來西亞、越南、斯里蘭卡、緬甸、蒙古、寮國等亞洲十餘個國家，共同推動與亞洲國家間社會文化與衛生的密切合作，以及區域的長期穩定共榮與發展。

### 第七屆健康識能與健康促進國際研討會
第七屆健康識能與健康促進國際研討會將於2019年11月10-12日於越南胡志明市舉辦， 國際對健康識能研究具有影響力的重要學者將受邀來進行演講。 

#### 會議主題
- 健康識能與政策
- 健康識能與社區：健康城市、健康的老齡化環境、健康的生活環境與設計、促進和制訂健康識能環境。
- 健康識能與醫院：非傳染性疾病(糖尿病、高血壓、心血管疾病、腎臟病等）的健康照護與管理、高風險人群。
- 健康識能與教育：健康識能與教育、通過學校教育影響健康識能。
- 健康識能與職業環境：工業與企業中友善的健康識能環境、職業安全、生理活動和健康素養的關係，健康素養作為企業的社會責任。
- 媒體和社會營銷的健康識能
- 營養、食品安全的健康識能
- 生殖健康，心理健康和健康識能
- 移民和少數族裔的健康識能
- 與健康識能測量、決定因素和結果影響相關的研究

### 第一屆健康識能國際研討會
2013年於臺北舉行第一屆健康識能國際研討會，邀請國際健康識能研究具有影響力之重要學者至臺灣進行演講，並邀請上述亞洲國家中具領導與影響力的大學教授與團隊，共同成立亞洲健康識能國際合作比較研究（英語：Health Literacy Studies-Asia）委員會，就相關議題，提出思考的方向。並相信藉由健康識能的研究與推廣，將能提昇整體亞洲醫療衛生。

#### 會議主題
- 健康識能與照護政策
- 歐洲及亞洲健康識能研究
- 全球健康識能發展與跨文化信心
- 國際合作及健康識能發展組織
- 健康識能的社區發展
- 健康識能跨領域合作
- 健康識能及醫療照護效能

## 外部連結
- 亞洲健康識能學會官方網站 （页面存档备份，存于）